# エディ・ルイス
エドワード・ジェイムス・"エディ"・ルイス（Edward James "Eddie" Lewis, 1974年5月17日-）は、アメリカ合衆国ロサンゼルス郡セリトス出身の元同国代表サッカー選手。現役時代のポジションはMF。

## 経歴
MLSのサンノゼ・クラッシュでプロデビュー。
ロサンゼルス・ギャラクシー所属時の2010年9月、同年のシーズン終了後に現役を引退することを表明した。

## 所属クラブ
ユースクラブ
- セリトス高校 1992
- UCLAブルーインズ 1992-1995

シニアクラブ
- サンノゼ・クラッシュ 1996-1999
- フラムFC 2000-2002
- プレストン・ノースエンドFC 2002-2005
- リーズ・ユナイテッドAFC 2005-2007
- ダービー・カウンティFC 2007-2008
- ロサンゼルス・ギャラクシー 2008-2010

## 代表歴

### 出場大会
- アメリカ代表
  - 2002 FIFAワールドカップ
  - 2006 FIFAワールドカップ

### 試合数
- 国際Aマッチ 82試合 10得点（1996年-2008年）[2]

| アメリカ代表 | 国際Aマッチ | 国際Aマッチ |
| 年           | 出場        | 得点        |
| ------------ | ----------- | ----------- |
| 1996         | 1           | 0           |
| 1997         | 0           | 0           |
| 1998         | 1           | 0           |
| 1999         | 12          | 1           |
| 2000         | 13          | 1           |
| 2001         | 2           | 0           |
| 2002         | 14          | 1           |
| 2003         | 11          | 2           |
| 2004         | 7           | 1           |
| 2005         | 6           | 2           |
| 2006         | 5           | 0           |
| 2007         | 1           | 0           |
| 2008         | 9           | 2           |
| 通算         | 82          | 10          |

## タイトル

### クラブ
LAギャラクシー
- MLSウェスタン・カンファレンス : 2009
- サポーターズ・シールド : 2010

### 代表
アメリカ合衆国
- CONCACAFゴールドカップ : 2002

### 個人
- リーズ年間最優秀選手 : 2006-07